# شاشالاكا كستنائي الأجنحة
شاشالاكا كستنائي الأجنحة (الاسم العلمي: Ortalis garrula) هو نوع من الطيور يتبع جنس الشاشالاكا من فصيلة القرازية.